# Vargön
Vargön ( PRONÚNCIA) é uma localidade da província histórica da Västergötland, no sul da Suécia. 
Tem 4 981 habitantes (2016) e pertence ao município de Vänersborg. 
Está situada na desembocadura do lago Vänern no rio Göta älv, a uma distância de 5 km de Vänersborg e de 11 km de Trollhättan. 

## Economia
- Vargön Alloys - Fábrica de ferrocromo, com matéria-prima proveniente da Albânia, Brasil, Turquia e Madagascar. [3]